# Piotr Pietkowski
Piotr Pietkowski (Piątkowski) herbu Grzymała (zm. przed 16 września 1595) – pisarz ziemski bielski w 1586 roku, wojski bielski w latach 1582–1586, szafarz poboru w województwie podlaskim.
Poseł na sejm 1585 roku, sejm pacyfikacyjny 1589 roku z województwa podlaskiego.
W 1589 roku był sygnatariuszem ratyfikacji traktatu bytomsko-będzińskiego na sejmie pacyfikacyjnym.